# Longipalpus constricticolle
Longipalpus constricticolle är en skalbaggsart som först beskrevs av J. Linsley Gressitt 1951.  Longipalpus constricticolle ingår i släktet Longipalpus och familjen långhorningar.
Artens utbredningsområde är Irian Jaya. Inga underarter finns listade i Catalogue of Life.